# فروتا مارتورانا

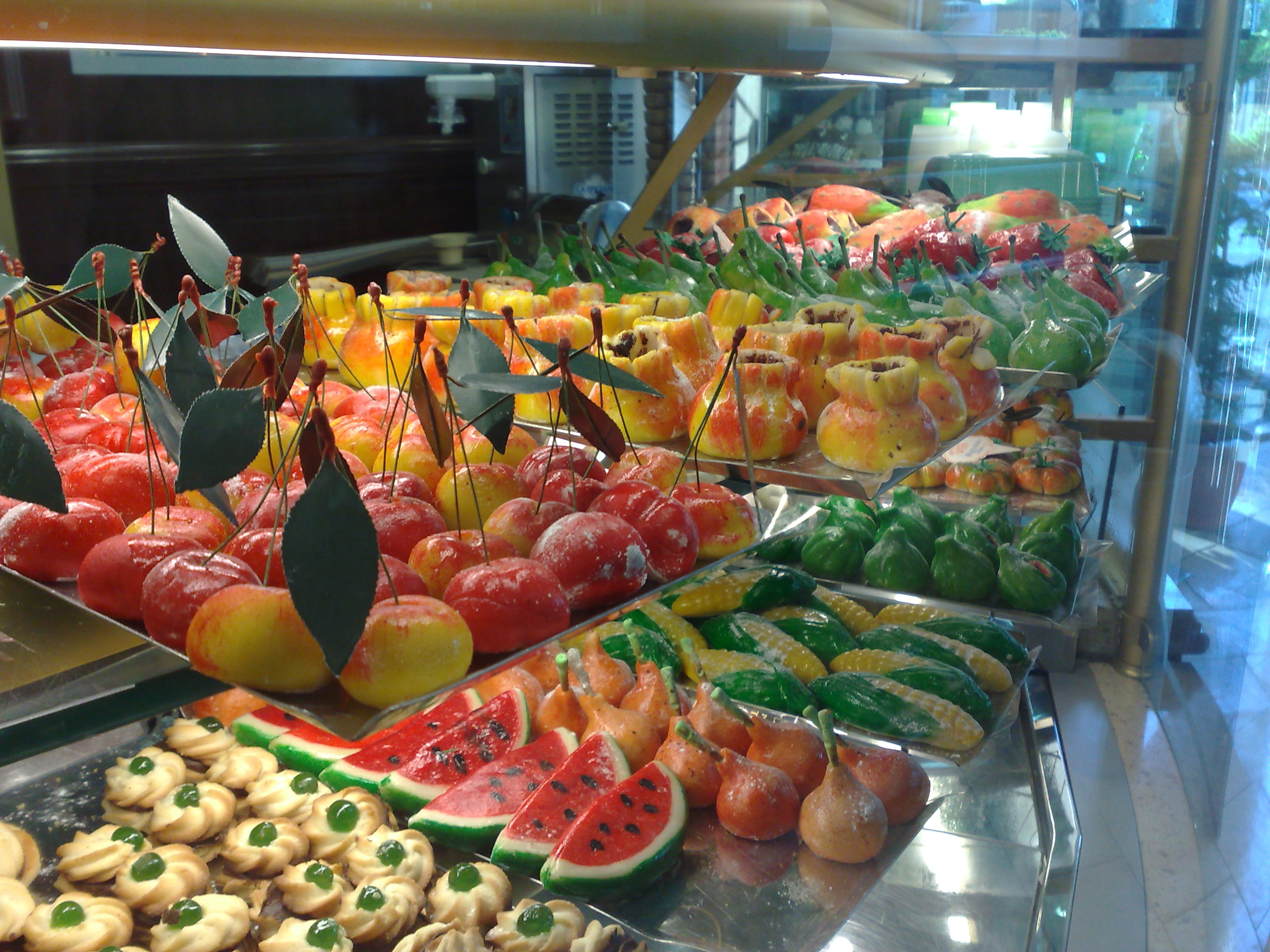
فروتا مارتورانا في باليرمو.

فروتا مارتورانا (بالإيطالية: Frutta martorana)‏ هي حلويات مارزيبان تقليدية في شكل فاكهة أو خضروات من مقاطعة باليرمو في صقلية. تلون عادة بألوان من الأصباغ النباتية. قيل أنها نشأت في موناستيرو ديلا مارتورانا في باليرمو، عندما زينت الراهبات أشجار الفاكهة الفارغة بفاكهة المارزيبان لإبهار رئيس أساقفة زائر في عيد الفصح.